# گارث رابینسون
گارث رابینسون (انگلیسی: Garth Robinson؛ زادهٔ ۱۱ october ۱۹۷۰ (۵۴ سال)) ورزشکار دو و میدانی اهل جامائیکا است.